# Dolina Litworowa (Tatry Zachodnie)

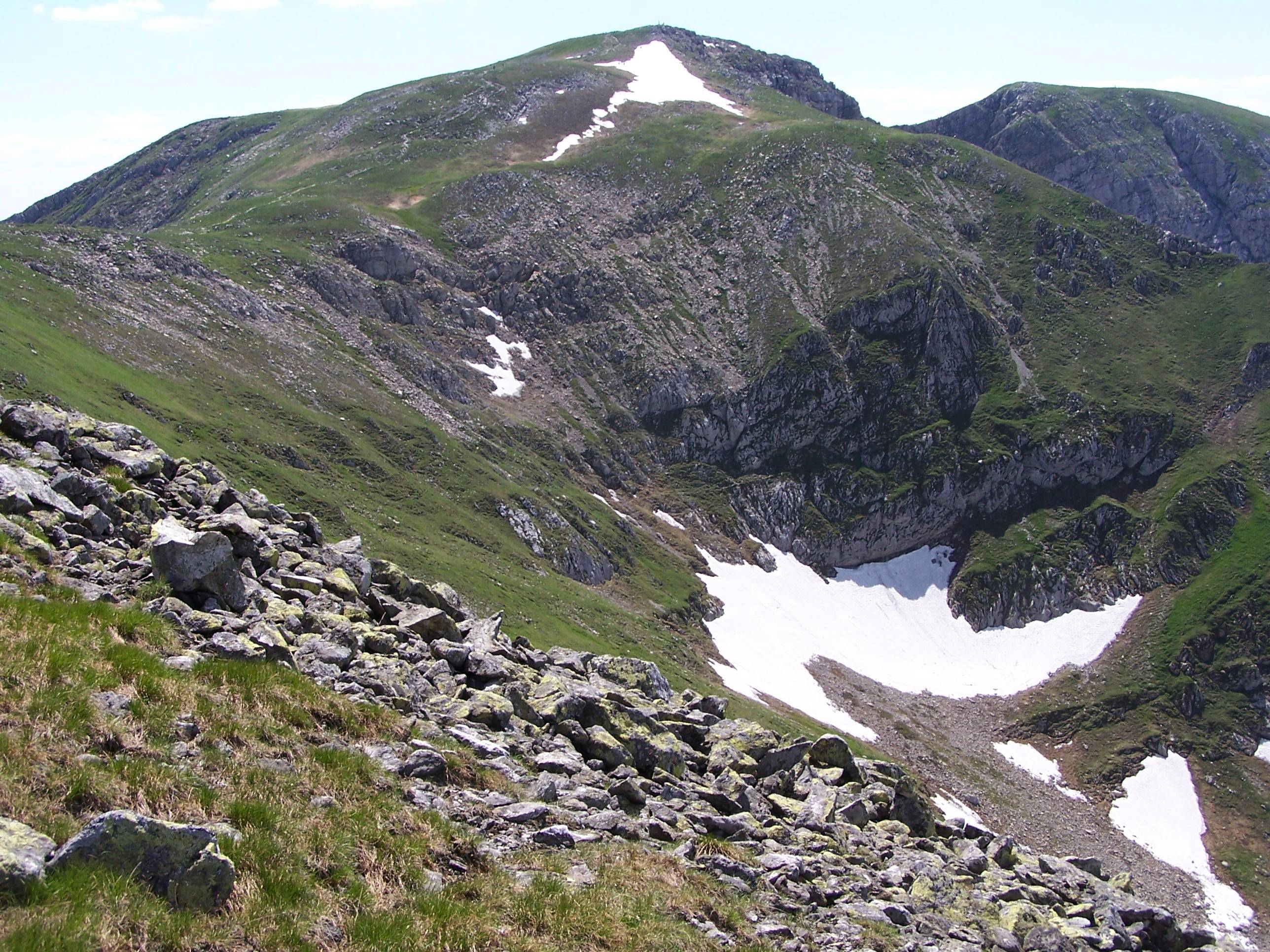
Dolina Litworowa (górna część)

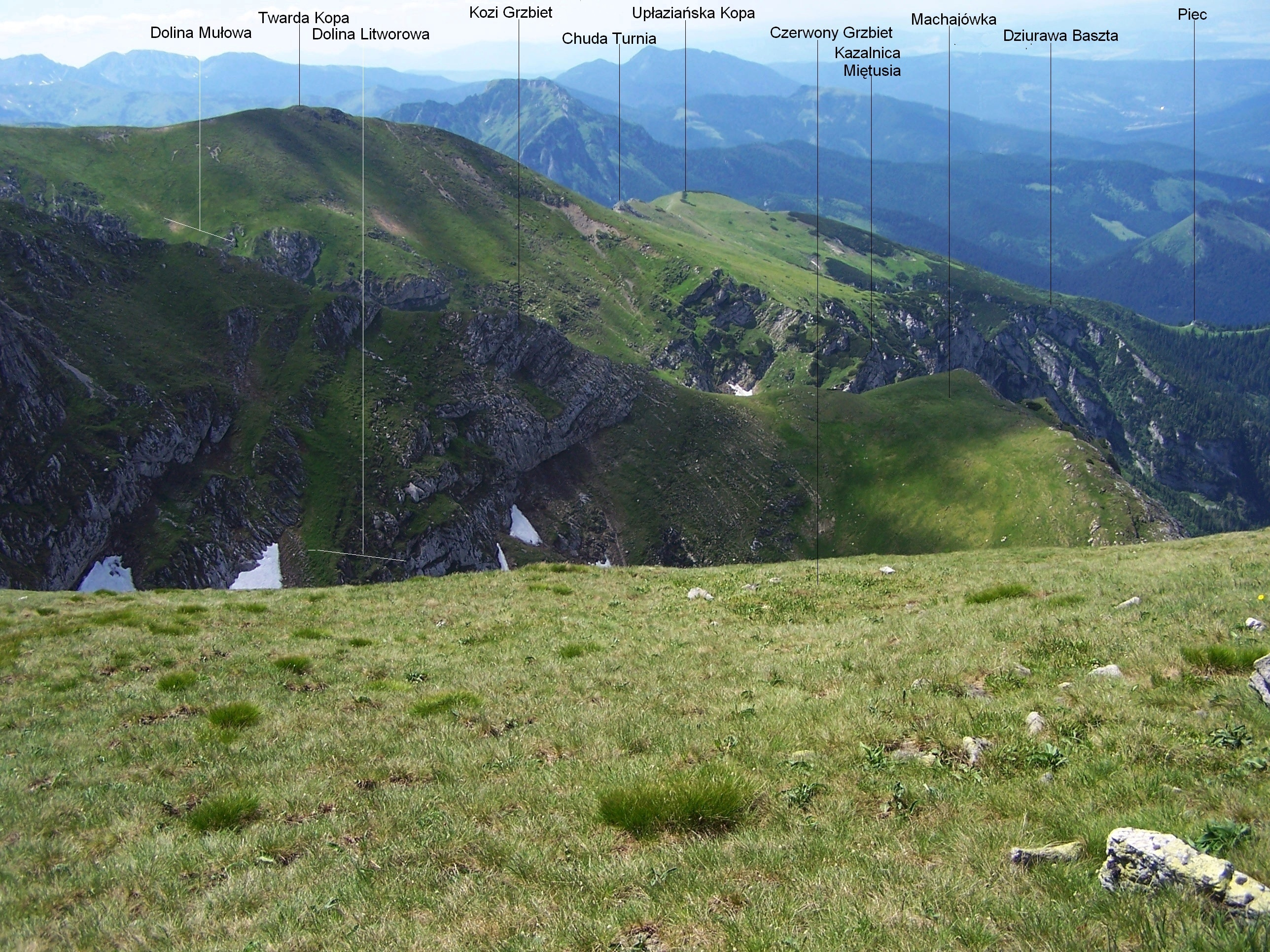
Widok z Czerwonego Grzbietu

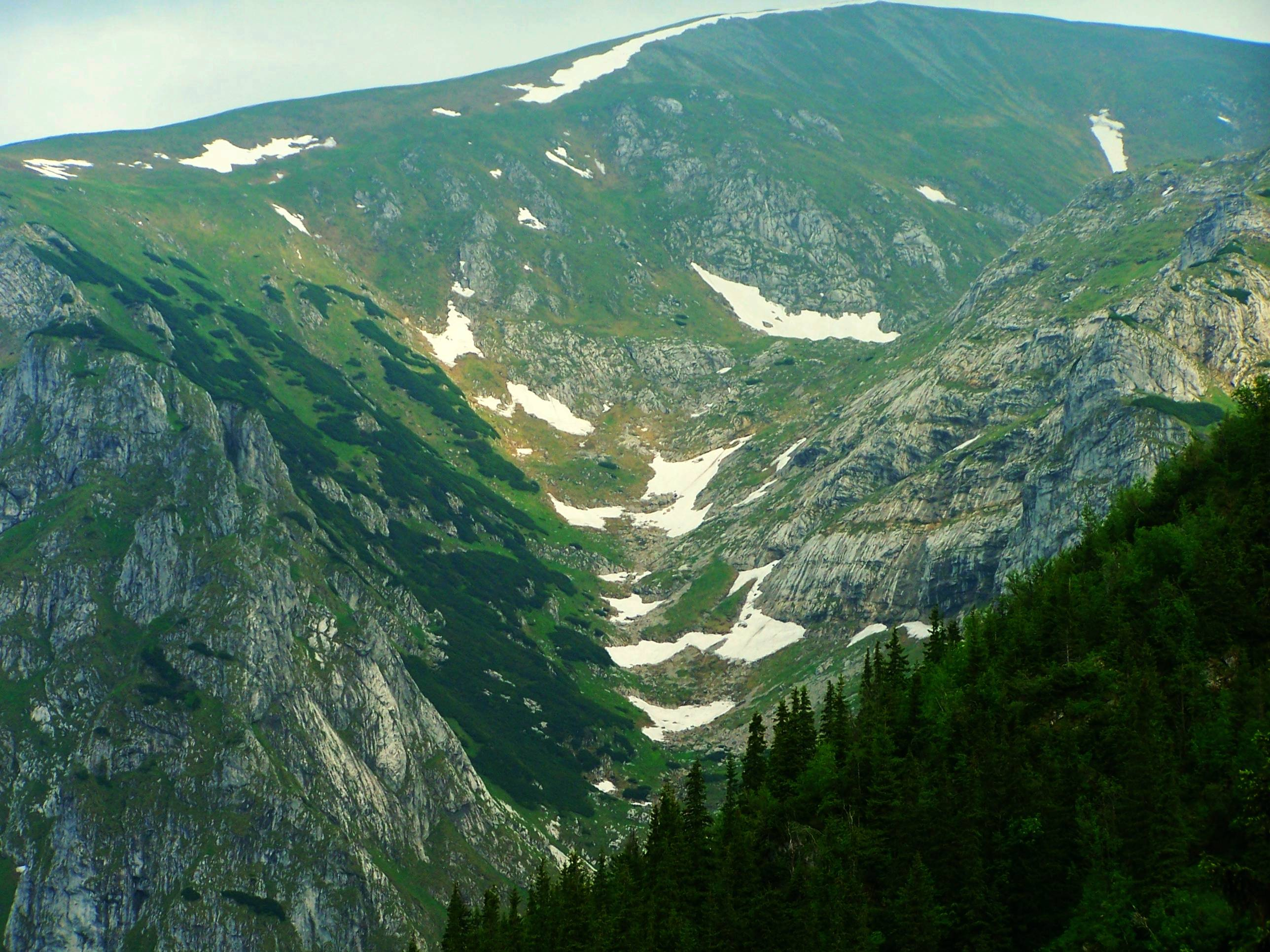
Dolina Litworowa (dolna część)

Dolina Litworowa – jedna z dwóch siostrzanych dolinek zawieszonych stanowiących górne piętro Doliny Miętusiej w Tatrach Zachodnich (druga to Dolina Mułowa). Powstała w wyniku działalności tektonicznej i lodowcowej, a wymodelowana została przez zjawiska krasowe i erozję.

## Topografia
Od wschodniej strony ograniczona jest Czerwonym Grzbietem Małołączniaka, od zachodniej Kozim Grzbietem, Machajówką i Mułowym Grzbietem, od południa odcinkiem grani głównej Tatr między Małołączniakiem a zwornikiem Koziego Grzbietu, który znajduje się kilkadziesiąt metrów na wschód od wierzchołka Krzesanicy. Dolina opada początkowo w kierunku północnym, a poniżej Machajowej Czuby zmienia kierunek na północno-zachodni. Tutaj od północno-wschodniej strony jej ograniczenie tworzy Litworowy Grzbiet. Wreszcie pomiędzy Ratuszem Litworowym – najbardziej na zachód wysuniętą częścią tego grzbietu – a Ratuszem Mułowym opada wysokim Litworowym Progiem do kotła lodowcowego Wielkiej Świstówki.
W dolinie wyróżnić można trzy części:
- Litworowy Kocioł – najwyższe piętro, położone pod granią główną. Od niższych partii doliny oddziela go morena czołowa ciągnąca się od Machajówki we wschodnim kierunku po najniższą część Litworowego Upłazu (zbocza doliny na Czerwonym Grzbiecie)
- część środkowa, pomiędzy Machajówką i Mułowym Grzbietem z jednej strony a Litworowym Grzbietem z drugiej strony. Na dnie doliny znajduje się tutaj płaskie rozszerzenie zwane Litworową Równią
- Litworowy Próg opadający do Wielkiej Świstówki. Ma wysokość około 150 m i jest niższy od sąsiedniego Mułowego Progu. Próg Litworowy najwyższy jest od zachodniej strony, gdzie bez żadnych widocznych granic łączy się ze ścianą Ratusza Mułowego, a ta z sąsiednim Mułowym Progiem. Pomiędzy Ratuszem Litworowym a Mułowym Progiem znajduje się kominowaty żleb[2].

## Opis doliny
Nazwa doliny pochodzi od rośliny arcydzięgiel litwor, zwanej przez górali litworem. Dawniej była wypasana, wchodziła w skład Hali Upłaz. Jej zbocza są niższe i bardziej łagodne niż sąsiedniej Doliny Mułowej. W dolinie zbudowanej ze skał wapiennych silnie rozwinięte zjawiska krasowe. To powoduje, że dolina jest sucha i występują w niej jaskinie, m.in. są to: Jaskinia Wielka Litworowa, Szczelina nad Wielką Litworową, Jaskinia Lodowa Litworowa, Litworowy Dzwon, Litworowa Studnia, Szczelina w Litworowej, Dziura w Litworowej, Dziura w Grzędzie I, Dziura w Grzędzie II, Wciągająca Szczelina, Jaskinia w Trawie, Jaskinia Kozia, Jaskinia Turoniowa, Jaskinia Barania, Jaskinia Wyżnia Litworowa, Jaskinia przy Ryglu. Z tego też względu dolina odwiedzana jest głównie przez grotołazów penetrujących nie do końca jeszcze poznane korytarze tych jaskiń.
Bogata gatunkowo flora tej doliny została szczegółowo przebadana przez botaników. M.in. stwierdzono tutaj występowanie takich rzadkich w Polsce roślin, jak: ostrołódka karpacka, ostrołódka polna, sybaldia rozesłana, traganek wytrzymały, turzyca czarna, skalnica zwisła, babka górska, sit trójłuskowy, gnidosz Hacqueta, szarota Hoppego, mietlica alpejska, potrostek alpejski, rogownica szerokolistna i ukwap karpacki. Gatunki te w Polsce występują tylko w Tatrach i to na nielicznych stanowiskach (jedynie gnidosz Hacqueta poza Tatrami występuje jeszcze na Babiej Górze).